# Point May
Point May es un pueblo canadiense situado en la provincia de Terranova y Labrador.

## Superficie
Point May tiene una superficie de 63,25 km².

## Demografía
En 2021, tenía 254 habitantes, una densidad poblacional de 4 hab./km², y 134 viviendas.